# Microsteira paniculata
Microsteira paniculata är en tvåhjärtbladig växtart som beskrevs av Arenes. Microsteira paniculata ingår i släktet Microsteira och familjen Malpighiaceae. Inga underarter finns listade i Catalogue of Life.